# Furigana
Els furigana són caràcters kana (hiragana o bé katakana) que es col·loquen al costat d'un kanji o un altre caràcter per indicar-ne la pronunciació:
- A l'escriptura vertical es col·loquen a la dreta del caràcter.
- A l'escriptura horitzontal estan situats a sobre del caràcter.

| 漢 | か ん |
| 字 | じ    |

| かん | じ |
| 漢   | 字 |

S'empren en els següents casos:

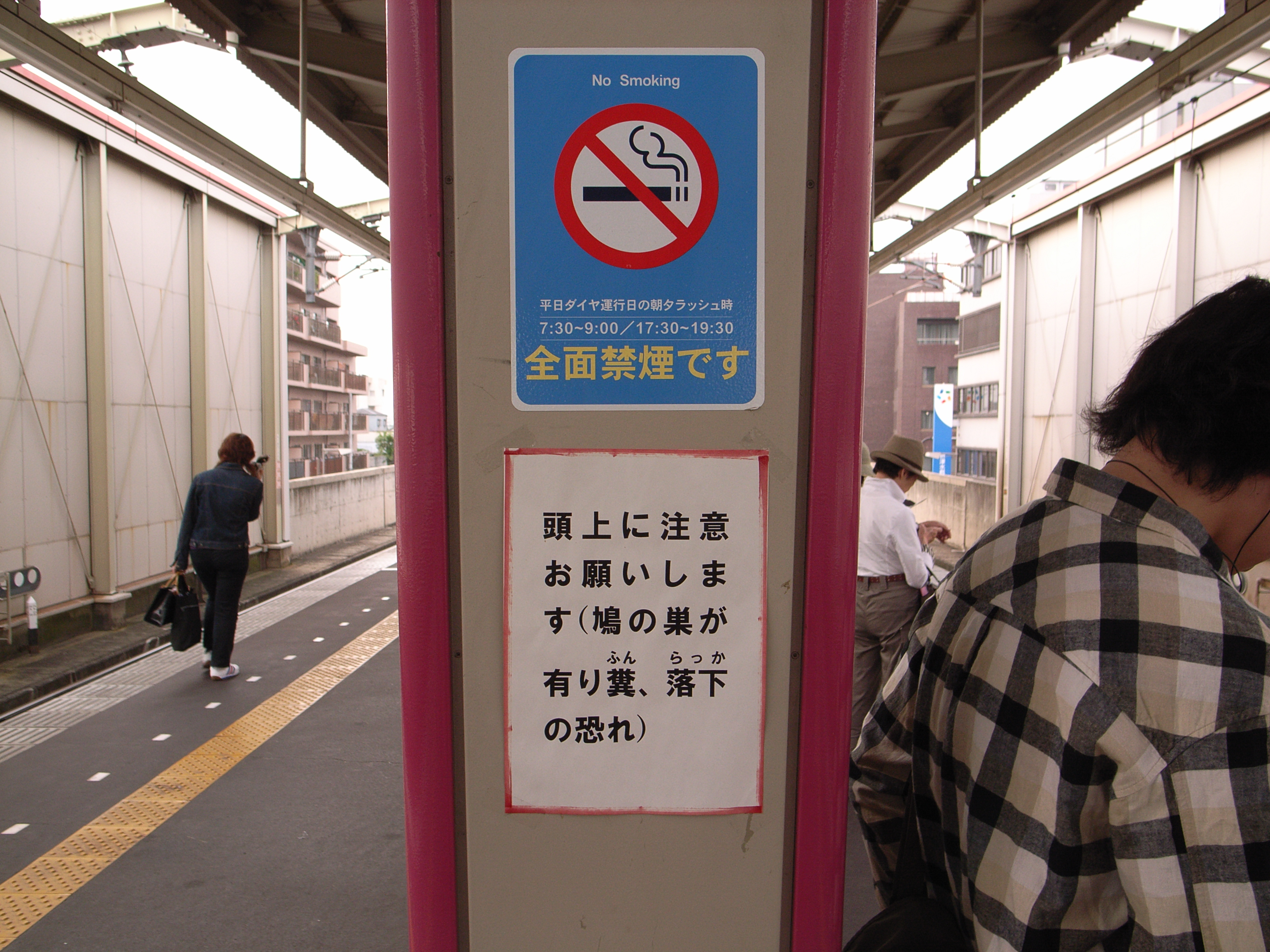
Hiragana Furigana

- En llibres escrits per a nens que no dominen la lectura dels kanji, així com en alguns manga (còmics japonesos).
- En caràcters que no es troben a la llista dels 1945 kanji d'ús comú o Jōyō kanji.